# C-82 (航空機)
C-82 パケット
国立アメリカ空軍博物館に展示されているC-82A
- 用途：輸送
- 分類：輸送機
- 製造者：フェアチャイルド[1]
- 運用者：アメリカ空軍（アメリカ陸軍航空軍）他
- 初飛行：1944年9月[1]
- 生産数：224機
- 運用状況：退役

フェアチャイルド C-82 パケット (Fairchild C-82 Packet) はアメリカ空軍の軍用輸送機。荷物の積み下ろしが容易になるよう双ビームで尾翼を支えた双胴機である。1944年9月に初飛行した。

## 概要
民間機を転用した機種で占められていたアメリカ陸軍航空隊の輸送機の中で、最初から重量貨物用の専用機として計画され、1941年から開発に着手した。
2100馬力のプラット&ホイットニーR-2800-34星型エンジン双発で、42人のフル装備の空挺部隊を輸送できた。1000機を超える発注を受けたが、第二次世界大戦の終了によって1948年までに224機（そのうち220機はA型）が生産されただけに終わった。1948年のベルリン封鎖では5機が試験的に空輸に投入され、重量物・大型貨物の輸送を中心に活躍した。
C-82Aのうち1機は改良型XC-82Bへと改造され、C-119の原型機となった。このC-119の実用化によってC-82は早々と米空軍から姿を消すこととなり、1954年には全ての機体が現役機リストから抹消された。
C-82はブラジル空軍などで採用された他、米空軍の余剰機が民間貨物機として多数使用された。

## 要目
※C-82A
- 乗員：4名[1]
- 全長：23.51 m[1]
- 全幅：32.46 m[1]
- 全高：8.03 m[1]
- 自重：14,755 kg[1]
- 全備重量：24,516 kg[1]
- エンジン：プラット・アンド・ホイットニー R-2800-85（2,100馬力） × 2[1]
- 最大速度：402 km/h[1]
- 航続距離：6,238 km[1]